# Natitingou I
Natitingou I est l'un des neuf arrondissements de la commune de Natitingou dans le département de l'Atacora au Bénin.

## Géographie
L'arrondissement de Natitingou I est situé au nord-ouest du Bénin et compte 6 villages que sont Bagri, Djindjire Beri, Kanchagou-tamou, Sotchirentinkou, Tchirima et Yokossi.

## Démographie
Selon le recensement de la population de 2013 conduit par l'Institut national de la statistique et de l'analyse économique (INSAE), Natitingou I compte 12309 habitants  .

## Galerie de photos

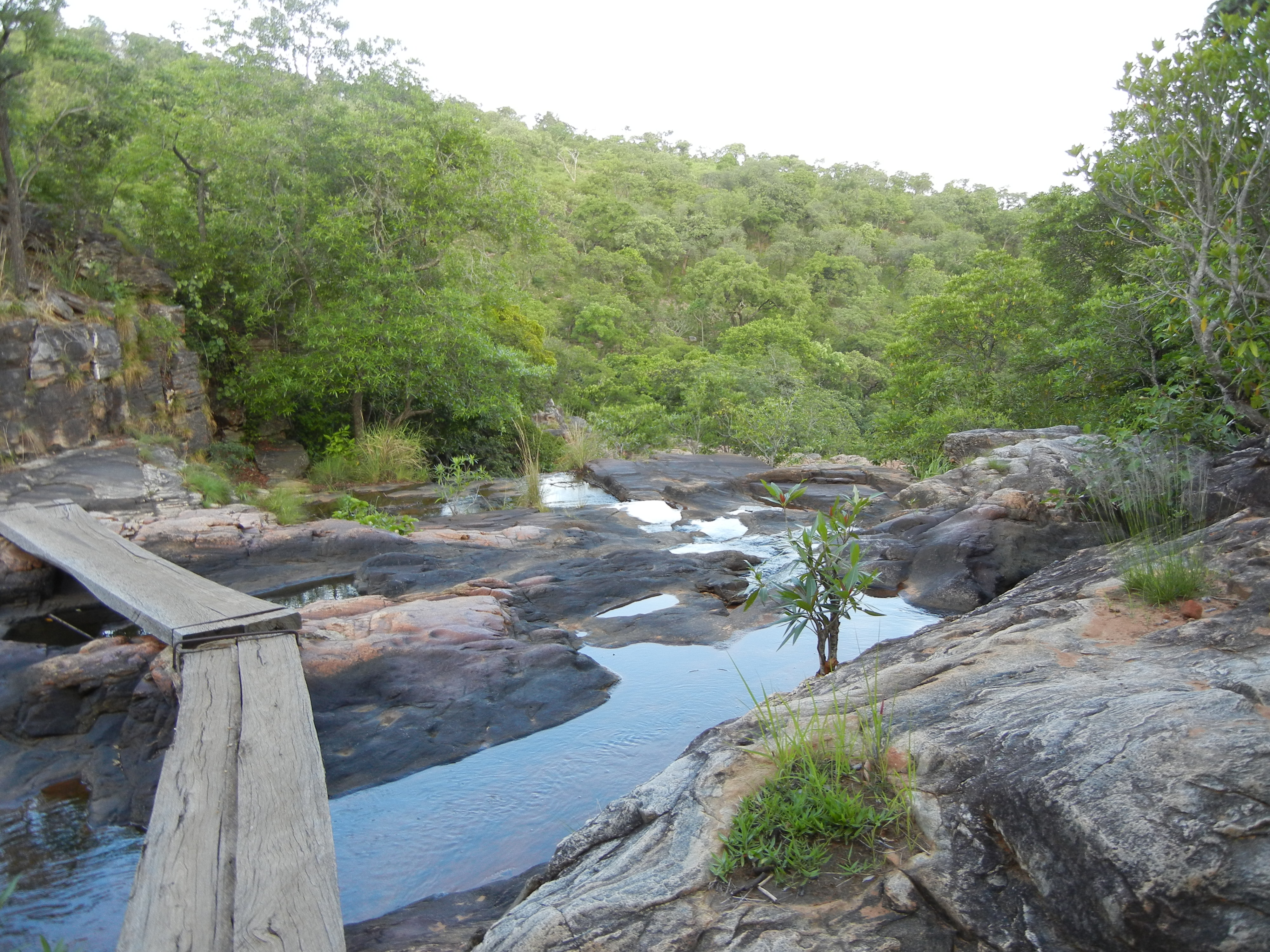
Grottes à Natitingou
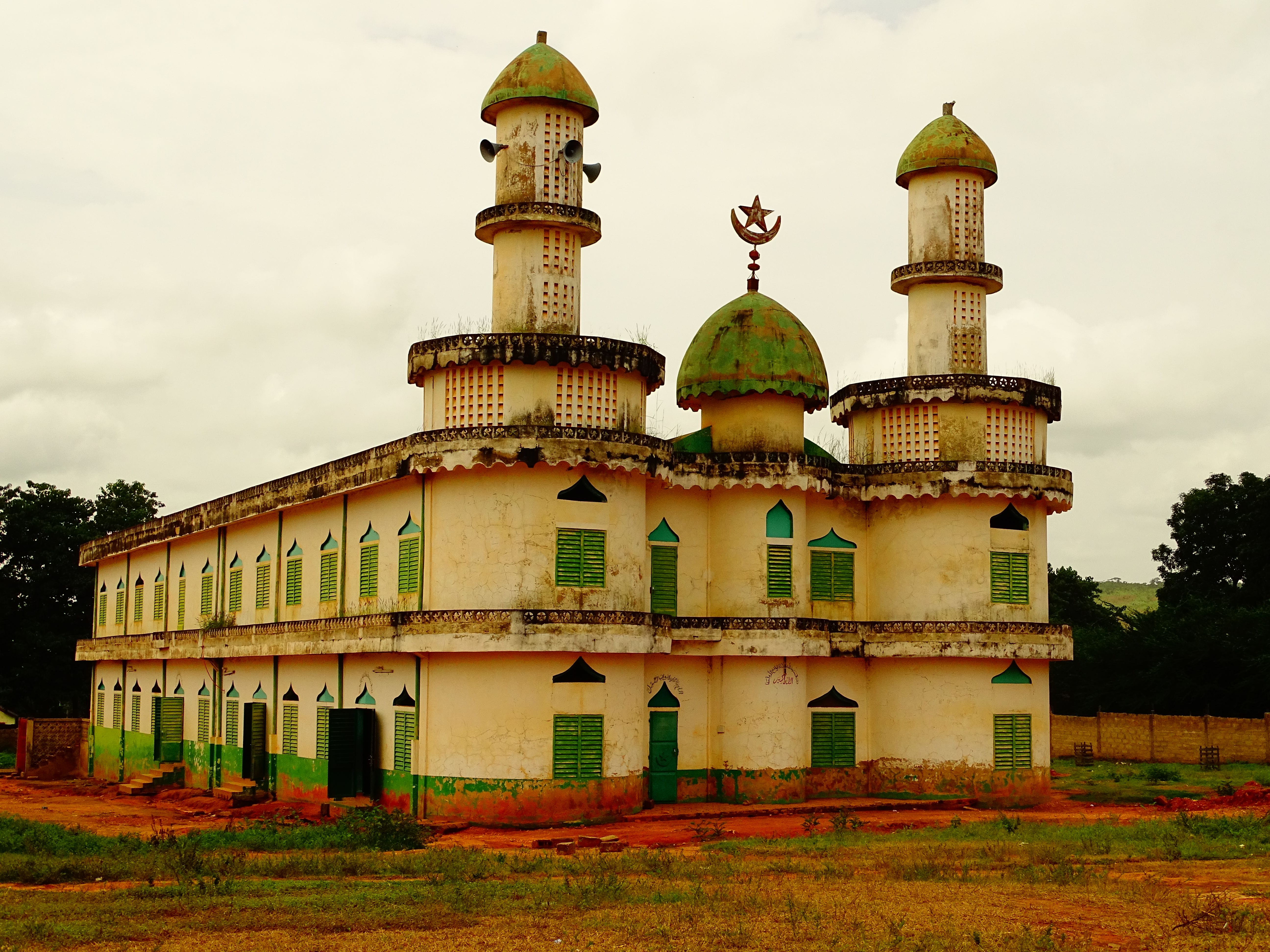
Mosquée
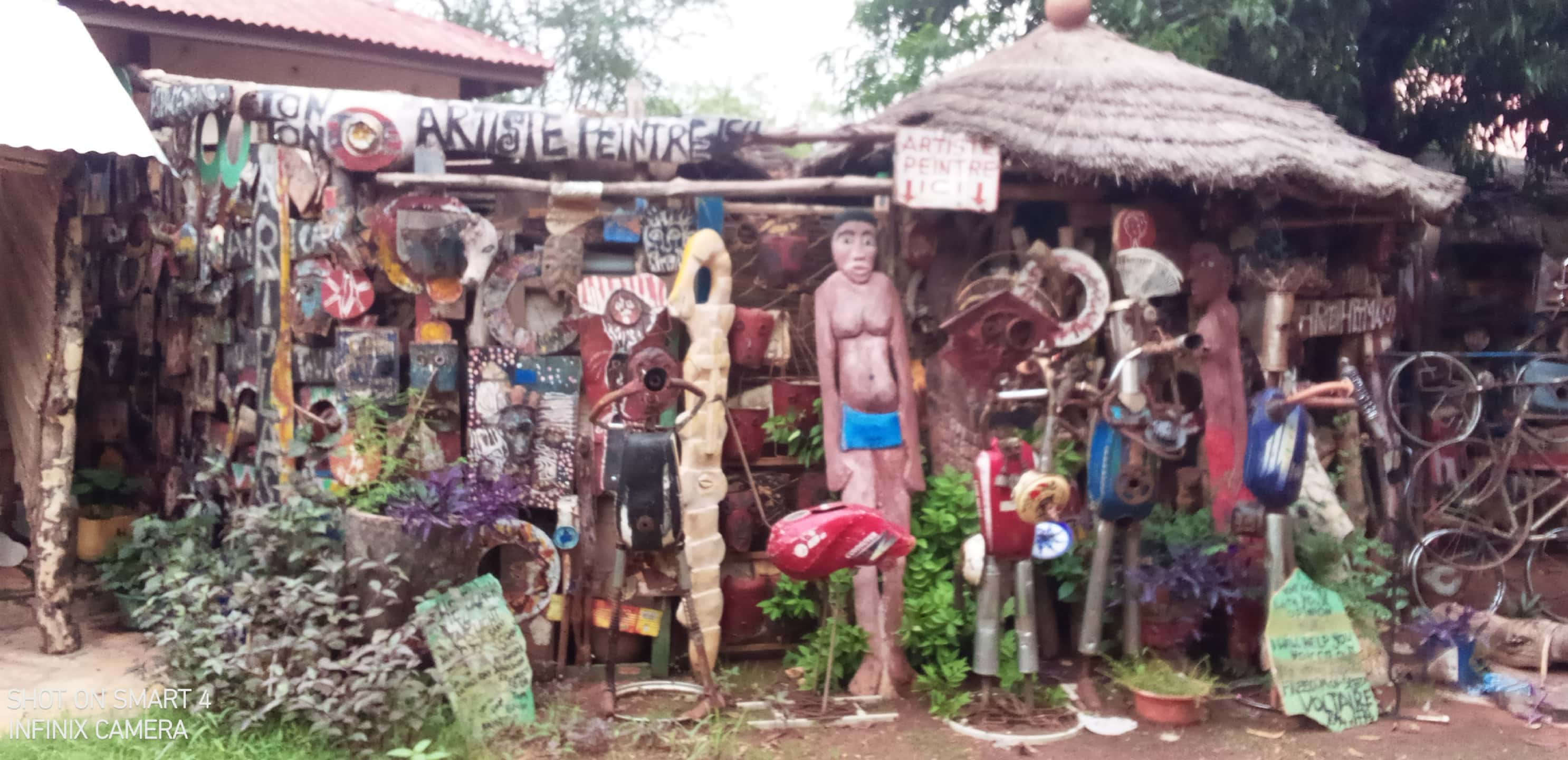
Site touristique de Natitingou